# Zaz (албум)
Zaz је први студијски албум француске певачице Заз, а објављен је 10. маја 2010. под издавачем Play On. Са овог албума су скинута два хит сингла: Je veux и Le Long de la route, који је постигао успех у Белгији. Сам албум је био комерцијални успех, достигавши врх топ-листа у Франкофоним земљама.
Сама Заз је учествовала у писању шест песама са албума, као и француски певач Рафаел, који је написао три песме.

## Синглови
| #  | Назив     | Писац                    | Продуцент                           | Трајање |
| -- | --------- | ------------------------ | ----------------------------------- | ------- |
| 1. | -{Je veux | Kerredine Soltani, Tryss | Play On, Sony Music Entertainment}- | 3:37    |
| 2. |           |                          |                                     | 3:37    |
| 3. |           | -{Raphael                | Play On, Sony Music Entertainment}- | 2:53    |

## Топ листе
| Листа (2010/11) | Најбоља позиција |
| --------------- | ---------------- |
| Аустрија        | 12               |
| Фландрија       | 65               |
| Валонија        | 1                |
| Канада          | 200              |
| Француска       | 1                |
| Француска       | 1                |
| Немачка         | 3                |
| Грчка           | 3                |
| Италија         | 19               |
| Пољска          | 14               |
| Швајцарска      | 10               |
| Холандија       | 56               |
| Русија          | 8                |
| Чешка           | 29               |

| Листа (2010) | Позиција |
| ------------ | -------- |
| Валонија     | 6        |
| Француска    | 6        |
| Швајцарска   | 36       |

| Држава     | Сертификација | Датум              | Продато |
| ---------- | ------------- | ------------------ | ------- |
| Белгија    | Платинаста    | 17. децембар 2010. | 30.000  |
| Француска  | Дијамантска   | 18. јануар 2011.   | 500.000 |
| Немачка    | Златна        | 2011               | 100.000 |
| Пољска     | Платинаста    | 2011               | 20.000  |
| Швајцарска | Платинаста    | 2010               | 20.000  |